# Stefan Thesker
Stefan Thesker (Ahaus, 11 aprile 1991) è un calciatore tedesco, difensore del St. Pölten.